# Марковский (Башкортостан)
Марковский (баш. Марковка) — деревня в Стерлитамакском районе Республики Башкортостан Российской Федерации. Входит в состав Подлесненского сельсовета. 

## География

### Географическое положение
Расстояние до:
- районного центра (Стерлитамак): 33 км,
- центра сельсовета (Подлесное): 12 км,
- ближайшей ж/д станции (Стерлитамак): 33 км.

## Население
| 2002 | 2009 | 2010 |
| ---- | ---- | ---- |
| 5    | ↘2   | ↘1   |

Национальный состав
Согласно переписи 2002 года, преобладающие национальности — русские (60 %), чуваши (40 %).